# Joop Janssen
Joop Janssen (geboren 1936) is een voormalig Nederlands voetballer. Hij kwam van 1951 tot 1967 uit voor Sportclub Enschede.
Onder trainer Ernie Robinson debuteerde Jopie Janssen in 1951 op vijftienjarige leeftijd in het eerste elftal van Sportclub Enschede. De linksbuiten groeide in Enschede uit tot een gewaardeerde en vaste basisspeler. Met de club maakte hij in 1954 de introductie van het betaald voetbal in Nederland mee. In seizoen 1957/58 liep Janssen met SC Enschede nipt het landskampioenschap mis.
Janssen speelde vijf keer in het Nederlands B-elftal. Tot een optreden in het 'echte' Oranje kwam het niet, onder meer omdat Coen Moulijn de vaste keuze was op de linkerflank. Nadat Sportclub Enschede in 1965 opging in de fusieclub FC Twente, bleef Janssen zijn club trouw. De laatste twee jaar van zijn loopbaan kwam hij met SC Enschede uit in de Derde klasse. In 1967 nam hij afscheid. In zestien jaar scoorde hij 130 doelpunten voor zijn ploeg.

## Carrièrestatistieken
| Seizoen         | Club               | Land            | Competitie                   | Competitie | Competitie | Beker | Beker | Internationaal | Internationaal | Overig | Overig | Totaal | Totaal |
| Seizoen         | Club               | Land            | Competitie                   | Wed.       | Dlp.       | Wed.  | Dlp.  | Wed.           | Dlp.           | Wed.   | Dlp.   | Wed.   | Dlp.   |
| --------------- | ------------------ | --------------- | ---------------------------- | ---------- | ---------- | ----- | ----- | -------------- | -------------- | ------ | ------ | ------ | ------ |
| 1954/55         | Sportclub Enschede | Nederland       | Eerste klasse A (Afgebroken) | –          | 2          | –     | –     | –              | –              | 0      | 0      | –      | 2      |
| 1954/55         | Sportclub Enschede | Nederland       | Eerste klasse D              | –          | 5          | –     | –     | –              | –              | 0      | 0      | –      | 5      |
| 1955/56         | Sportclub Enschede | Nederland       | Hoofdklasse B                | –          | 6          | –     | –     | –              | –              | 0      | 0      | –      | 6      |
| 1956/57         | Sportclub Enschede | Nederland       | Eredivisie                   | –          | –          | –     | 0     | –              | –              | 0      | 0      | –      | –      |
| 1957/58         | Sportclub Enschede | Nederland       | Eredivisie                   | –          | –          | –     | 0     | –              | –              | 0      | 0      | –      | –      |
| 1958/59         | Sportclub Enschede | Nederland       | Eredivisie                   | –          | –          | –     | 0     | –              | –              | 0      | 0      | –      | –      |
| 1959/60         | Sportclub Enschede | Nederland       | Eredivisie                   | –          | –          | –     | –     | –              | –              | 0      | 0      | –      | –      |
| 1960/61         | Sportclub Enschede | Nederland       | Eredivisie                   | –          | –          | –     | 1     | –              | –              | 0      | 0      | –      | –      |
| 1961/62         | Sportclub Enschede | Nederland       | Eredivisie                   | –          | –          | –     | 0     | –              | –              | 0      | 0      | –      | –      |
| 1962/63         | Sportclub Enschede | Nederland       | Eredivisie                   | –          | –          | –     | 0     | –              | –              | 0      | 0      | –      | –      |
| 1963/64         | Sportclub Enschede | Nederland       | Eredivisie                   | –          | –          | –     | 0     | –              | –              | 0      | –      | –      |        |
| 1964/65         | Sportclub Enschede | Nederland       | Eredivisie                   | –          | –          | –     | 0     | –              | –              | 0      | 0      | –      | –      |
| Carrière totaal | Carrière totaal    | Carrière totaal | Carrière totaal              | –          | –          | –     | 1     | 0              | 0              | –      | –      | –      | –      |